# Fama (kommun)
Fama är en kommun i Brasilien.   Den ligger i delstaten Minas Gerais, i den sydöstra delen av landet, 700 km söder om huvudstaden Brasília. Antalet invånare är 2 348. Fama ligger vid sjöarna  Lagoa do Morro Grande Lagoa do Junco Lagoa do Chalé Lagoa do Arame och Reprêsa de Furnas.
Omgivningarna runt Fama är huvudsakligen savann. Runt Fama är det ganska tätbefolkat, med 56 invånare per kvadratkilometer.